# شادی (روستا)
شادی (به ترکی آذربایجانی: Şada) یک منطقهٔ مسکونی در جمهوری آذربایجان است که در شهرستان شاه‌بوز واقع شده‌است. شادی ۱۸۲ نفر جمعیت دارد. به آن شادا و شادی‌کند هم می‌گویند.